# Амелс, Дауве
Дауве Йорн Амелс (нидерл. Douwe Jorn Amels; род. 16 сентября 1991, Драхтен, Фрисландия, Нидерланды) — нидерландский легкоатлет, специализирующийся в прыжке в высоту. Чемпион Европы среди молодёжи 2013 года. Девятикратный чемпион Нидерландов.

## Биография
Первых успехов достиг под руководством Рини ван Леувена. В 2010 году установил юниорский рекорд страны в помещениях (2,16 м), а также дебютировал на международной арене на чемпионате мира среди юниоров, где не смог преодолеть квалификацию.
В 19 лет впервые в карьере стал чемпионом страны среди взрослых, выиграв зимнее первенство Нидерландов 2011 года. Летом ему удалось повторить этот успех.
Первый большой титул в карьере завоевал на молодёжном чемпионате Европы 2013 года, когда по попыткам опередил россиянина Даниила Цыплакова и завоевал золотую медаль. Показанный результат, 2,28 м, стал новым личным рекордом спортсмена и позволил ему попасть на чемпионат мира. Выступление на главном старте сезона ограничилось для Амелса участием в квалификации.
Перед началом 2016 года переехал в немецкий Леверкузен к тренеру Хансу-Йоргу Томаскампу из клуба TSV Bayer 04 с целью выполнения олимпийского норматива (2,29 м). Однако добиться поставленной задачи не удалось (лучший результат сезона — 2,18 м), и Амелс пропустил Игры в Рио-де-Жанейро.
Показать высокие результаты долгое время мешали травмы и перенесённые операции. В конце 2016 года после потери спонсора и неудачного сезона Амелс задумался о целесообразности дальнейшего продолжения карьеры. В феврале 2017 года он устроился на подработку адвокатом в юридическую фирму CMS в Амстердаме, одновременно продолжая тренироваться.
Зимой 2018 года впервые за три года взял на соревнованиях высоту 2,20 м: на региональных соревнованиях в Леверкузене он установил личный рекорд для помещений — 2,26 м.

## Основные результаты
| Год  | Турнир                          | Место проведения     | Место        | Результат |
| ---- | ------------------------------- | -------------------- | ------------ | --------- |
| 2010 | Чемпионат мира среди юниоров    | Монктон, Канада      | 16-е (квал.) | 2,14 м    |
| 2011 | Чемпионат Европы среди молодёжи | Острава, Чехия       | 15-е (квал.) | 2,08 м    |
| 2013 | Чемпионат Европы среди молодёжи | Тампере, Финляндия   | 1-е          | 2,28 м    |
| 2013 | Чемпионат мира                  | Москва, Россия       | 25-е (квал.) | 2,17 м    |
| 2014 | Командный чемпионат Европы      | Брауншвейг, Германия | 10-е         | 2,15 м    |
| 2015 | Универсиада                     | Кванджу, Южная Корея | 14-е (квал.) | 2,10 м    |
| 2017 | Командный чемпионат Европы      | Лилль, Франция       | 8-е          | 2,12 м    |